# 隱割齒喉盤魚
隱割齒喉盤魚，為輻鰭魚綱鱸形目喉盤魚亞目喉盤魚科的其中一種，分布於中西大西洋區的加勒比海海域，棲息深度可達8公尺，體長可達1.9公分，屬底棲性魚類，棲息在淺水域。